# 韦贵
韦贵（1413年年—1493年），字崇勋，广西武源（今广西壮族自治区南宁市武鸣区）人，成化时期的内官监太监。

## 生平
永乐十一年（1413年），出生。
宣德九年（1434年），进入宫廷。
成化元年（1465年），被派往湖北武当山督修道观，并被授权镇武当兼分守湖广行都司提督三省八郡军民事。
成化五年（1469年），被授予内官监监丞。
成化八年（1472年），“荆襄民变”，李原聚众造反，攻城掠县。亲自带领官军四处围剿，因功被升任为内官监左监丞。
成化十三年（1477年），因与地方官运收编荆襄流民，奏请设立郧阳府的功劳，被升职为内官监太监。
成化十六年（1480年），兼任湖广行都司，督令与郧阳府接界者湖广、河南、陕西40余府，保护武当山地区的安宁。
成化十七年（1481年），捐助私人银钱在石板滩头建迎恩宫280间。
弘治元年（1488年），湖广、四川发生饥荒，明孝宗朱佑樘让他赈济灾荒，安抚流民。
弘治三年（1490年），四川发生叛乱，参与商议对策，带领郧阳、均州等各卫剿捕。
弘治六年（1493年），去世。

## 亲属
- 韦绍（侄）—均州千户所的百户